# Caffrolix prostodentis
Caffrolix prostodentis är en insektsart som beskrevs av Davies 1988. Caffrolix prostodentis ingår i släktet Caffrolix och familjen dvärgstritar. Inga underarter finns listade i Catalogue of Life.